# Žebnik
Žebnik je naselje v Občini Radeče.